# 1656

## Esdeveniments

Reproducció de "Las Meninas", noteu l'habilitat de col·locar els reis reflectits en un mirall al fons de la sala.

- Diego Velázquez pinta diversos retrats de la família reial espanyola entre ells el quadre "La Familia de Felipe IV" més conegut com a "Las Meninas".

## Naixements
Països Catalans
- 4 de desembre - Barcelona: Antoni de Villarroel, militar defensor de Barcelona durant el setge de 1714 (m. 1726).

Resta del món
- 5 de juny, Ais de Provença: Joseph Pitton de Tournefort, botànic francès (m. 1708).
- 28 de juliol - Le Mans (França): Joachim Bouvet, jesuïta francès, missioner a la Xina (m. 1732).[1]
- 12 d'agost: Trébry, França: Claude de Visdelou, jesuïta francès, missioner a la Xina (m. 1737).[1]
- 29 d'octubre: Edmond Halley, matemàtic i astrònom anglès (m. 1742).

## Necrològiques
- Lió, Regne de França: Nicolas Chaperon, pintor, dissenyador i gravador del classicisme francès, dins del corrent de l'aticisme.